# BMW R 25/3
Die BMW R 25/3 war ein Motorrad des deutschen Herstellers BMW, das ab 1953 gebaut wurde. Es war das Nachfolgemodell der R 25/2.

## Geschichte
Das Vorgängermodell BMW R 25/2 hatte eine Nennleistung von 12 PS (8,8 kW).
Der Motor der R 25/3 leistete 13 PS (9,6 kW). Das Motorrad hatte eine langhubige, hydraulisch gedämpfte Teleskopgabel und als erstes in Serie hergestelltes BMW-Motorrad Vollnabenbremsen. Hinten wurde die Geradwegfederung beibehalten, im Gegensatz zu den Schwingen der jüngeren, ab 1955 erschienenen Modelle. 
Abgelöst wurde die R 25/3 im Januar 1956 von dem Modell BMW R 26 mit leistungsgesteigertem Motor (15 PS/11 kW) und einem neuen Fahrwerk mit Vollschwingenrahmen, das Grundkonzept des Antriebs blieb gleich.

## Technik
Der aus Stahlrohr geschweißte geschlossene Doppelrohrrahmen trägt rechts vier Kugelköpfe für den Anschluss eines Seitenwagens. Der LS 200 von Steib war ein angemessener Seitenwagen, der jedoch eine spezielle Zahnradübersetzung des Kardanantriebes und einen Austausch des Tachometers erfordert. (Die Tachowelle wird nämlich von der Getriebeausgangswelle angetrieben, nicht von einem Laufrad.) Das vordere Schutzblech hat noch den geschwungenen Schmutzlappen ins Stahlblech mit eingearbeitet, der bei den Nachfolgemodellen fehlt. Gegenüber der R 25/2 wurde der Tank vergrößert sowie das abschließbare Werkzeugfach von der Oberseite des Tanks an die linke Seite verlegt.
Getriebegehäuse und Motorblock aus Aluminiumguss sind mit Steckachsen im Rahmen gelagert, dabei sollen Gummibuchsen die Übertragung von Vibrationen verringern. Der torpedoförmige Endtopf des Auspuffs ist ebenfalls gummigelagert direkt am Rahmen befestigt. Auch das Gehäuse des Hinterachsantriebs besteht aus Aluminiumguss.

### Motor
Wie das Vorgängermodell BMW R 25/2 wird die BMW R 25/3 von einem längs eingebauten Einzylinder-Viertaktmotor angetrieben. Die mehrteilige, gepresste Kurbelwelle ist im Motorgehäuse dreifach wälzgelagert, das nicht teilbare Pleuel ist auf dem Hubzapfen rollengelagert. Eine seitliche Nockenwelle steuert über Stößel, Stoßstangen und Kipphebel die Ventile. Die außen verchromten Stößelführungen sind links in den Motorblock eingeschraubt und die Stoßstangenschutzrohre aus verchromtem Stahl links in den Graugusszylinder eingepresst. Die Schutzrohre sind zu den Stößelführungen hin mit Gummielementen abgedichtet. Die Stoßstangen betätigen die im Aluminiumzylinderkopf V-förmig hängenden Ventile über – die wie der Kolbenbolzen – in Bronzebuchsen gelagerte Kipphebel. Der Brennraum ist halbkugelförmig. Die Nockenwelle wird über eine Simplexkette von der Kurbelwelle angetrieben. Die  Zahnradölpumpe sitzt in der Ölwanne und wird über eine Antriebswelle mit Schneckentrieb (Untersetzung) von der Nockenwelle angetrieben. Vor der Ölsaugglocke ist ein Siebblech angebracht; einen Ölfilter gibt es nicht. Eine Steigleitung, die auf der rechten Seite des Zylinders eingepresst ist, versorgt die Ventilsteuerung mit Öl. Das von dort zurückfließende Öl gelangt über die Schutzrohre und die Stößel auf die Nockenwelle. Das Ölschleuderblech auf der Kurbelwelle verteilt das Öl im Kurbelgehäuse. Das Motorgehäuse wird über einen Entlüfter-Drehschieber mit einem gebogenen Rohr, das auf der linken Seite der Ölwanne im Freien endet, entlüftet.
Nach thermischen Problemen bei den Vorgängermodellen erhielt die R 25/3 einen  mattschwarz lackierten Zylinderkopf und mattschwarz lackierte Ventildeckel. Im Volksmund wurde der schwarze Zylinderkopf „Mohrenkopf“ genannt.
Hinter einem Stahlblechdeckel sitzt spritzwasserdicht gekapselt auf dem vorderen Kurbelwellenstumpf der Generator der 6-V-60-W-Gleichstrom-Zünd-Lichtmaschine vom Typ Noris ZLZ 60/6/1600L mit Fliehkraft-Zündversteller. Der Laderegler für den Bleiakkumulator (Batterie) hat eine geneigte Kennlinie und ist, wie damals aus Preis-, Platz- und Gewichtsgründen im Motorradbau üblich, ein sogenannter Reglerschalter, also eine Kombination aus Strom- und Spannungsregler mit Rückstromschalter. Dieser ist wie der Zündunterbrecher, der Kondensator und die Zündspule unter dem Stahlblechdeckel untergebracht.
Auf dem hinteren Kurbelwellenstumpf sitzt die schwere Schwungscheibe (mit im Schauloch einsehbarer Zündeinstellmarkierung in Form zweier vernickelter Stahlkugeln), die die Einscheibentrockenkupplung aufnimmt. Die Kupplung wird über ein Axiallager und eine durch die hohle Getriebehauptwelle verlaufende Druckstange betätigt.
Der Vergaser ist ein 24-mm-Bing-Schwimmerkammervergaser (Modell: 1/24/41 bzw. -42) mit konischer Teillastnadel im Rundschieber. Die Schwimmerkammer sitzt links seitlich der Mischkammer, weshalb für den sicheren Beiwagenbetrieb der Vergaser rechts eine Ausgleichskammer besitzt. Sein Leerlaufsystem ist mit Leerlaufdüse und Leerlaufluftschraube einstellbar, ein Schwimmertupfer dient der Kaltstart-Gemischanreicherung, zusätzlich kann hierfür die Ansaugluft am Luftfilter mit einer verdrehbaren Rosette gedrosselt werden. Alternativ wurde werksseitig auch ein SAWE-Vergaser (Modell: K 24 F) eingebaut, seltener als der Bing-Vergaser. Das Nass-Luftfilterelement wird von einem ölbenetzten Stahlnetz gebildet, es befindet sich am Ende eines Rohres, das parallel zum Tankboden durch den Tank verläuft und in der Nähe der Teleskopgabel endet. Die Verbindung dieses langen Ansaugrohres zwischen Tank und Vergaser stellt ein Gummistutzen her. Der Luftfilter wird zur Wartung  gereinigt und mit Öl neu benetzt. Der lange Ansaugweg sollte für einen guten Drehmomentverlauf im unteren Drehzahlbereich sorgen und war verantwortlich für das charakteristisch röchelnde Ansauggeräusch der R 25/3.

### Antrieb
Das klauengeschaltete Vierganggetriebe hat einen Torsionsdämpfer und am Getriebeausgang ein elastisches Drehmoment-Übertragungselement. Dazu ist bei diesem Modell noch eine schwarze Gummivierlochscheibe (Hardyscheibe) am Zweifingerflansch des Getriebes aufgeschoben, die das Drehmoment der Getriebeausgangswelle auf die Zweifingeraufnahme der Antriebswelle überträgt. Diese Hardyscheibe ist aus Stabilitätsgründen mit einem umlaufenden verchromten Stahlring bestückt. Bei den Nachfolgemodellen R 26 und R 27 ist dieser lackiert, da er sich verdeckt unter einer Abdeckschale dreht.
Die Kardanwelle zum Hinterrad ist freilaufend und hochglanzverchromt. Das am Winkelgetriebe befestigte, per Schmiernippel abschmierbare Kreuzgelenk der Antriebswelle ist gegen Staub mit einer Aluminium-Schraubkappe, der sogenannten Kardanglocke abgedeckt. Gegen diese Glocke läuft eine mit der Welle rotierende Staubkappe aus Gummi, die den losen Schmutz aus dem Kreuzgelenk fernhält. Das Winkelgetriebe im Aluminiumgusskorpus hat der Laufruhe wegen bogenverzahnte Kegelräder (90°-Umlenkung).

### Räder und Bremsen
Die R 25/3 hatte Leichtmetall-Vollnabenbremsen und 18"-Leichtmetallfelgen. Beim Vorgängermodell R 25/2 waren es noch Stahlfelgen und Stahlhalbnaben-Bremsen („Dosendeckel“-Bremsen) mit geringerer Bremsfläche und -wirkung. Die Räder haben gerade Speichen, was bei den großen Belastungen im Beiwagenbetrieb das Risiko von Speichenbrüchen minimiert.
Beide Radnaben sind mit der Antriebsverzahnung versehen, so dass bei gleicher Reifendimension die Räder untereinander austauschbar sind.

## Technische Daten
| Kenngrößen               | BMW R 25/3                                                                    |
| ------------------------ | ----------------------------------------------------------------------------- |
| produzierte Stückzahl    | 47.700                                                                        |
| Bohrung                  | 68 mm                                                                         |
| Hub                      | 68 mm                                                                         |
| Verdichtungsverhältnis   | 7 : 1                                                                         |
| Kraftübertragung         | Viergang-Fußschaltgetriebe, Hardyscheibe und offene Kardanwelle zum Hinterrad |
| Verbrauch ca. (L/100 km) | ca. 3                                                                         |
| Gesamtgewicht            | 320 kg/450 kg mit Seitenwagen                                                 |
| Tankinhalt               | 12 Liter                                                                      |
| Reifengröße              | 3.25–18                                                                       |